# A II Z
A II Z va ser un grup de heavy metal creat el 1979 a Manchester, Anglaterra pel guitarrista Gary Owens. La formació original consistia en David Owens (cantant), Gary Owens (guitarra), Cam Campbell (baix), Karl Reti (bateria). Per un curt espai de temps va ser un dels grups capdavanters del moviment de la New Wave of British Heavy Metal. Es van dissoldre el 1982.

## Discografia

### Àlbums d'estudi
- The Witch of Berkeley (directe) LP (Polydor 1980)

### Singles/EPs
- "No Fun After Midnight" 7"/12" (Polydor 1981)
- "I'm the One Who Loves You" 7" (Polydor 1981)

### Reedicions
- "The Witch of Berkeley" Bootleg CD (1993 Reborn Classics)
- "The Witch of Berkeley" CD (2006 Majestic Rock)